# Palais Kees
 (septembre 2024).
Le palais Kees est un ancien palais de Graz situé dans le quartier Innere Stadt.

## Histoire
Le palais a été construit entre 1843 et 1845 par l'architecte Georg Hauberrisser l'Ancien pour Johann Christoph Kees comme immeuble d'habitation. Il s'agit de l'édifice le plus important du classicisme tardif à Graz.  À partir de 1884, le commandement du corps impérial et royal était installé dans les locaux. Après les rénovations d'envergure débutées en 2009, l'ancien palais Kees abrite désormais une résidence étudiante.
La façade avant présente une façade monumentale à colonnades avec balustrades. Les deux portails en pierre avec battants de l'époque de la construction sont ornés de pilastres et d'une frise continue et comportent des margelles.

## Source de traduction
- (de) Cet article est partiellement ou en totalité issu de l’article de Wikipédia en allemand intitulé « Palais Kees » (voir la liste des auteurs).